# La Ferrière-au-Doyen
La Ferrière-au-Doyen är en kommun i departementet Orne i regionen Normandie i nordvästra Frankrike. Kommunen ligger i kantonen Moulins-la-Marche som tillhör arrondissementet Mortagne-au-Perche. År 2022 hade La Ferrière-au-Doyen 156 invånare.

## Befolkningsutveckling
Antalet invånare i kommunen La Ferrière-au-Doyen
| Referens: INSEE |